# Zweite Schlacht von Beneventum
Koordinaten: 41° 7′ 52″ N, 14° 46′ 41″ O
Saguntum – Lilybaeum II – Rhone – Ticinus – Trebia – Cissa – Trasimenischer See – Ager Falernus – Geronium – Cannae – Nola I – Nola II – Ibera – Cornus – Nola III – Beneventum I – Syrakus – Tarentum I – Capua I – Beneventum II – Silarus – Herdonia I – Obere Baetis – Capua II – Herdonia II – Numistro – Asculum – Tarentum II – Neu Karthago – Baecula – Grumentum – Metaurus – Ilipa – Crotona – Große Felder – Cirta – Zama
Die Zweite Schlacht von Beneventum war ein im Verlauf des Zweiten Punischen Kriegs im Jahr 212 v. Chr. ausgetragenes Gefecht zwischen einem vom Konsul Quintus Fulvius Flaccus angeführten römischen Heer und karthagischen Einheiten.
Hauptgewährsmann für diese Schlacht ist der römische Historiker Titus Livius, der im 25. Buch seines Geschichtswerks Ab urbe condita einen stark ausgeschmückten Bericht darüber liefert. Nach der Wahl von Quintus Fulvius Flaccus und Appius Claudius Pulcher zu Konsuln des Jahres 212 v. Chr. begaben sich beide auf den Kriegsschauplatz in Samnium. Da Hannibal befürchtete, die Konsuln würden Capua mit aller Macht belagern, befahl er dem karthagischen Heerführer Hanno, Capua zu verproviantieren. Hanno zog nach Benevent (lateinisch Beneventum), ließ alles vorjährige Getreide zusammensammeln und brachte es in einem nahe der Stadt gelegenen Lager unter. Als aber Fulvius Flaccus davon Kunde erhielt, rückte er rasch gegen Benevent vor, erstürmte nach einem heftigen Gefecht das karthagische Lager und bemächtigte sich aller dort gelagerter Vorräte. Hannos Armee war dabei größtenteils vernichtet worden; er selbst entkam mit wenigen Begleitern nach Bruttium.